# Дзесов, Кудзаг Габрелович

Мемориальная доска на доме № 33 на улице Тамаева, Владикавказ

Кудза́г Габре́лович Дзе́сов (осет. Дзесты Габрелы фырт Куыдзӕг; 1 июля 1905 года — 24 августа 1981 года) — осетинский советский писатель
.

## Биография
Родился в семье крестьян, в селе Едис, ныне Дзауского района Южной Осетии. Там он проучился в трёх классах. Печататься начал в 1925 году. Окончил Московский институт журналистики в 1927 году. В 1934 был делегатом I съезда писателей СССР. В 1936 году Дзесов был репрессирован и лишён возможности заниматься литературной деятельностью. Реабилитирован в 1957 году.
К. Г. Дзесов печатался в осетинской прессе, публиковал сборники рассказов («За хлебом», 1959; «Сильные матери», 1962), повесть «Беспокойство» (1964), книги для детей («Пристав», 1932; «Чудесная кукла», 1963; повесть «Хозяйка птичьего царства», 1967). Автор пьес «Артистка поневоле», «Застенчивая невеста» (1957) и др. Переводил художественную литературу с русского на осетинский.
С 1950 по 1981 год проживал в доме № 34 на улице Джанаева.
После смерти писателя вышла его книга «Зӕрдӕйы ностӕ» («Шрамы сердца»), в которой он описывает пребывание в местах лишения свободы. Рукопись сохранила супруга писателя Тамара Кариаева.

## Сочинения
- Хорхӕссӕг. Радзырдтӕ, Сталинир, 1959;
- Алагираг сатана, Орджоникидзе, 1967;
- Фыййауы сагъӕс, Орджоникидзе, 1970.